# 菩提通寺

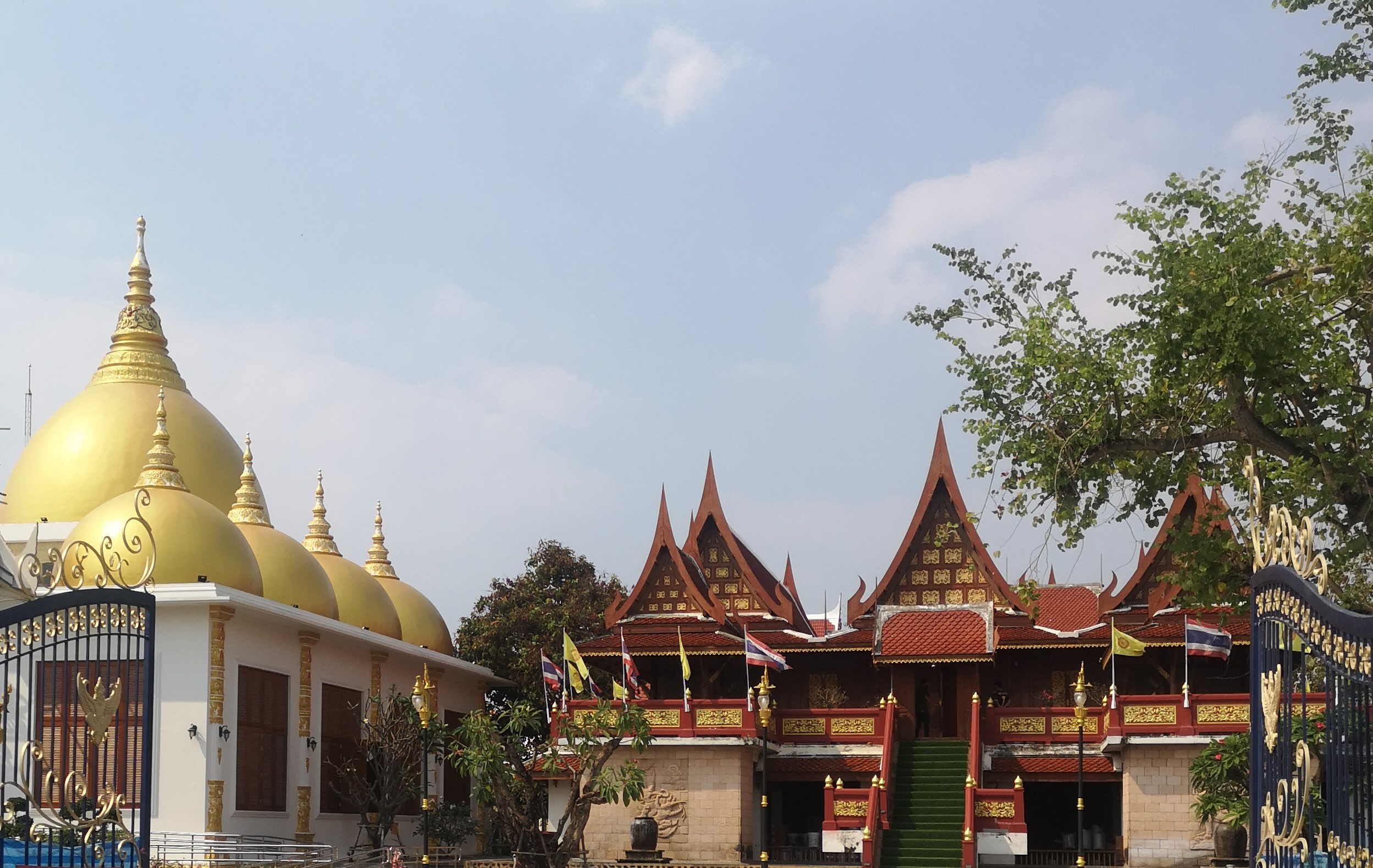
菩提通寺

菩提通寺是位于泰国曼谷宗通县邦莫素萨瓦路，的一座大宗派皇家寺庙。

## 历史
菩提通寺始建于1907年，最初名为通寺（วัดทอง，意为“金寺”），其创建者不详。据推测，寺庙是由汶纳家族建造的。

## 建筑景观
寺庙的宿舍有两层，有一个古老的木亭。